# 魯特角
60°44′S 44°49′W / 60.733°S 44.817°W
魯特角（英語：Route Point），是南極洲的海岬，位於南奧克尼群島的勞里島西北端，在1821年12月被捕海豹者發現和命名，該海岬現時由南極條約體系管理。